# Zatrephes rosella
Zatrephes rosella är en fjärilsart som beskrevs av Rothschild 1917. Zatrephes rosella ingår i släktet Zatrephes och familjen björnspinnare. Inga underarter finns listade i Catalogue of Life.